# Phyllodactylidae
I Fillodattilidi (Phyllodactylidae Gamble, Bauer, Greenbaum & Jackman, 2008) sono una famiglia di sauri dell'infraordine Gekkota.

## Distribuzione e habitat
Le specie di questa famiglia sono presenti in America, Nord Africa, Europa e Medio Oriente.

## Tassonomia
La famiglia comprende i seguenti generi:
- Asaccus Dixon & Anderson, 1973
- Garthia
- Gymnodactylus Spix, 1825
- Haemodracon Bauer, Good & Branch, 1997
- Homonota Gray, 1845
- Phyllodactylus Gray, 1828
- Phyllopezus Peters
- Ptyodactylus Oken, 1817
- Tarentola Gray, 1825
- Thecadactylus Goldfuss, 1820

In passato tutti questi generi erano attribuiti alla famiglia Gekkonidae da cui sono stati poi separati in base alle risultanze di un recente studio filogenetico.